# Daulton (California)
Daulton è una comunità non incorporata (unincorporated community) della contea di Madera, in California. Si trova sulla Southern Pacific Railroad, a 13 km a sud-sud-ovest di Raymond, ad un'altitudine di 123 metri sul livello del mare.
Un ufficio postale operava a Daulton dal 1899 al 1908. La località prende questo nome in onore di Henry C. Daulton, presidente della commissione che istituì la contea di Madera, dando il diritto di accesso sulla sua terra alla ferrovia.